# Neochelanops peruanus
Espèce
Synonymes
- Chelanops peruanus Beier, 1964

Neochelanops peruanus est une espèce de pseudoscorpions de la famille des Chernetidae.

## Distribution
Cette espèce est endémique de la région de Cajamarca au Pérou. Elle se rencontre dans la grotte Cueva de Catachi à Cutervo.

## Publication originale
- Mahnert, 1984 : Pseudoscorpions (Arachnida) récoltés durant la mission spéologique espagnole au Pérou en 1977. Revue Arachnologique, vol. 6, p. 17-28.